# Premiership Rugby 2016-17
La Liga de Inglaterra de Rugby 15 2016-2017, más conocido como (Aviva Premiership 2016-2017 por el nombre de su actual patrocinador) fue la 30ª edición de la Premiership Inglesa de Rugby. En este campeonato se enfrentan los doce mejores equipos de Inglaterra.
El campeón fue el Exeter Chiefs que obtuvo su 1.º título luego de derrotar a London Wasps por 23 a 20 en la final del Aviva Premiership luego de una prórroga.
Luego de solo una temporada el Bristol Rugby descendió a la RFU Championship dos fechas antes de la finalización de la fase regular.

## Equipos participantes
| Equipo | Ciudad                        | Estadio               | Capacidad | Entrenador        | Mapa |
| --- | ----------------------------- | --------------------- | --------- | ----------------- | --- |
| Bath | Bath, Somerset                | The Recreation Ground | 14 500    | Todd Blackadder   | \| Bath Bristol Exeter Gloucester Harlequins FC Leicester Newcastle Northampton Sale Saracens Wasps Worcester \| |
| Bristol Rugby                                                                                              | Ashton Gate, Bristol          | Ashton Gate           | 27 000    | Andy Robinson     | \| Bath Bristol Exeter Gloucester Harlequins FC Leicester Newcastle Northampton Sale Saracens Wasps Worcester \| |
| Exeter Chiefs                                                                                              | Exeter, Devon                 | Sandy Park            | 12 500    | Rob Baxter        | \| Bath Bristol Exeter Gloucester Harlequins FC Leicester Newcastle Northampton Sale Saracens Wasps Worcester \| |
| Gloucester                                                                                                 | Gloucester, Gloucestershire   | Kingsholm Stadium     | 16 500    | David Humphreys   | \| Bath Bristol Exeter Gloucester Harlequins FC Leicester Newcastle Northampton Sale Saracens Wasps Worcester \| |
| Harlequins                                                                                                 | Twickenham, Greater London    | Twickenham Stoop      | 14 816    | John Kingston     | \| Bath Bristol Exeter Gloucester Harlequins FC Leicester Newcastle Northampton Sale Saracens Wasps Worcester \| |
| Leicester Tigers                                                                                           | Leicester, Leicestershire     | Welford Road          | 25 800    | Richard Cockerill | \| Bath Bristol Exeter Gloucester Harlequins FC Leicester Newcastle Northampton Sale Saracens Wasps Worcester \| |
| Newcastle Falcons                                                                                          | Newcastle, Tyne and Wear      | Kingston Park         | 10 200    | Dean Richards     | \| Bath Bristol Exeter Gloucester Harlequins FC Leicester Newcastle Northampton Sale Saracens Wasps Worcester \| |
| Northampton Saints                                                                                         | Northampton, Northamptonshire | Franklin's Gardens    | 15 500    | Jim Mallinder     | \| Bath Bristol Exeter Gloucester Harlequins FC Leicester Newcastle Northampton Sale Saracens Wasps Worcester \| |
| Sale Sharks                                                                                                | Salford, Gran Mánchester      | AJ Bell Stadium       | 12 000    | Steve Diamond     | \| Bath Bristol Exeter Gloucester Harlequins FC Leicester Newcastle Northampton Sale Saracens Wasps Worcester \| |
| Saracens                                                                                                   | Barnet, Greater London        | Allianz Park          | 10 000    | Mark McCall       | \| Bath Bristol Exeter Gloucester Harlequins FC Leicester Newcastle Northampton Sale Saracens Wasps Worcester \| |
| Wasps | Coventry, West Midlands       | Ricoh Arena           | 32 609    | Dai Young         | \| Bath Bristol Exeter Gloucester Harlequins FC Leicester Newcastle Northampton Sale Saracens Wasps Worcester \| |
| Worcester Warriors                                                                                         | Worcester, Worcestershire     | Sixways Stadium       | 12 024    | Carl Hogg         | \| Bath Bristol Exeter Gloucester Harlequins FC Leicester Newcastle Northampton Sale Saracens Wasps Worcester \| |
| Bath Bristol Exeter Gloucester Harlequins FC Leicester Newcastle Northampton Sale Saracens Wasps Worcester |                               |                       |           |                   | |

## Clasificación
Actualizado a últimos partidos disputados el 6 de mayo de 2017 (22.ª Jornada).
|  |     | Equipos            |  | PJ | PG | PE | PP | PF  | PC  | Dif  | PBO | PBD | Pts |
|  | --- | ------------------ |  | -- | -- | -- | -- | --- | --- | ---- | --- | --- | --- |
|  | 1.  | London Wasps       |  | 22 | 17 | 1  | 4  | 693 | 502 | 191  | 13  | 1   | 84  |
|  | 2.  | Exeter Chiefs      |  | 22 | 15 | 3  | 4  | 667 | 452 | 215  | 15  | 3   | 84  |
|  | 3.  | Saracens (T)       |  | 22 | 16 | 1  | 5  | 579 | 345 | 234  | 8   | 3   | 77  |
|  | 4.  | Leicester Tigers   |  | 22 | 14 | 0  | 8  | 567 | 445 | 122  | 6   | 4   | 66  |
|  | 5.  | Bath               |  | 22 | 12 | 0  | 10 | 486 | 440 | 46   | 5   | 6   | 59  |
|  | 6.  | Harlequins         |  | 22 | 11 | 0  | 11 | 532 | 526 | 6    | 5   | 3   | 52  |
|  | 7.  | Northampton Saints |  | 22 | 10 | 0  | 12 | 476 | 490 | -14  | 5   | 7   | 52  |
|  | 8.  | Newcastle Falcons  |  | 22 | 10 | 0  | 12 | 430 | 581 | -151 | 5   | 4   | 49  |
|  | 9.  | Gloucester         |  | 22 | 7  | 2  | 13 | 533 | 537 | -4   | 6   | 8   | 46  |
|  | 10. | Sale Sharks        |  | 22 | 7  | 1  | 14 | 471 | 595 | -124 | 6   | 4   | 40  |
|  | 11. | Worcester Warriors |  | 22 | 5  | 2  | 15 | 466 | 662 | -196 | 5   | 4   | 33  |
|  | 12. | Bristol (P)        |  | 22 | 3  | 0  | 19 | 382 | 707 | -325 | 2   | 6   | 20  |

Pts = Puntos totales; PJ = Partidos Jugados; G = Partidos Ganados; E = Partidos Empatados; P = Partidos Perdidos; PF = Puntos a favor; PC = Puntos en contra; Dif = Diferencia de puntos; PBO = Bonus ofensivos; PBD = Bonus defensivos
|  | Campeón 2016/17.                                                                                |
|  | Clasificados para semifinales y promovidos para la Copa de Europa 2017/18.                      |
|  | Clasificados para la Copa de Europa 2017/18.                                                    |
|  | Clasificado para la Fase de Clasificación de la Copa de Europa 2017/18.                         |
|  | Descenso a RFU Championship. Los descensos están sometidos a un Criterio de Estándares Mínimos. |
|  | (T) Campeón 2015/16.                                                                            |
|  | (P) Ascenso de RFU Championship para esta temporada.                                            |

## Resultados

### Fase regular
La Fase regular de la Premiership Rugby dura un total de 22 jornadas, la primera de ellas los días 2 al 4 de septiembre de 2016; y la última el 14 de mayo de 2017

#### Ida
| Jornada 1          | Jornada 1 | Jornada 1          | Jornada 1          | Jornada 1       | Jornada 1 |
| Local              | Resultado | Visitante          | Estadio            | Fecha           | Hora      |
| ------------------ | --------- | ------------------ | ------------------ | --------------- | --------- |
| Gloucester         | 31 - 38   | Leicester Tigers   | Kingsholm Stadium  | 2 de septiembre | 19:45     |
| Newcastle Falcons  | 19 - 17   | Sale Sharks        | Kingston Park      | 2 de septiembre | 20:00     |
| Saracens           | 35 - 3    | Worcester Warriors | Twickenham Stadium | 3 de septiembre | 14:00     |
| Northampton Saints | 14 - 18   | Bath               | Franklin's Gardens | 3 de septiembre | 15:30     |
| Harlequins         | 21 - 19   | Bristol Rugby      | Twickenham Stadium | 3 de septiembre | 16:30     |
| Wasps              | 25 - 20   | Exeter Chiefs      | Ricoh Arena        | 4 de septiembre | 15:00     |

| Jornada 2          | Jornada 2 | Jornada 2          | Jornada 2             | Jornada 2        | Jornada 2 |
| Local              | Resultado | Visitante          | Estadio               | Fecha            | Hora      |
| ------------------ | --------- | ------------------ | --------------------- | ---------------- | --------- |
| Worcester Warriors | 23 - 23   | Gloucester         | Sixways Stadium       | 9 de septiembre  | 19:45     |
| Sale Sharks        | 19 - 10   | Harlequins         | AJ Bell Stadium       | 9 de septiembre  | 20:15     |
| Bath               | 58 - 5    | Newcastle Falcons  | The Recreation Ground | 10 de septiembre | 15:00     |
| Leicester Tigers   | 22 - 34   | Wasps              | Welford Road          | 10 de septiembre | 15:00     |
| Bristol Rugby      | 10 - 32   | Northampton Saints | Ashton Gate           | 11 de septiembre | 15:00     |
| Exeter Chiefs      | 13 - 34   | Saracens           | Sandy Park            | 11 de septiembre | 15:00     |

| Jornada 3         | Jornada 3 | Jornada 3          | Jornada 3             | Jornada 3        | Jornada 3 |
| Local             | Resultado | Visitante          | Estadio               | Fecha            | Hora      |
| ----------------- | --------- | ------------------ | --------------------- | ---------------- | --------- |
| Sale Sharks       | 13 - 26   | Gloucester         | AJ Bell Stadium       | 16 de septiembre | 19:45     |
| Exeter Chiefs     | 36 - 25   | Harlequins         | Sandy Park            | 17 de septiembre | 15:00     |
| Saracens          | 27 - 12   | Northampton Saints | Allianz Park          | 17 de septiembre | 15:00     |
| Bath              | 37 - 22   | Worcester Warriors | The Recreation Ground | 17 de septiembre | 15:00     |
| Wasps             | 70 - 22   | Bristol Rugby      | Ricoh Arena           | 18 de septiembre | 14:30     |
| Newcastle Falcons | 13 - 14   | Leicester Tigers   | Kingston Park         | 18 de septiembre | 15:00     |

| Jornada 4          | Jornada 4 | Jornada 4         | Jornada 4          | Jornada 4        | Jornada 4 |
| Local              | Resultado | Visitante         | Estadio            | Fecha            | Hora      |
| ------------------ | --------- | ----------------- | ------------------ | ---------------- | --------- |
| Bristol Rugby      | 17 - 41   | Exeter Chiefs     | Ashton Gate        | 23 de septiembre | 19:45     |
| Worcester Warriors | 34 - 34   | Sale Sharks       | Sixways Stadium    | 24 de septiembre | 15:00     |
| Harlequins         | 17 - 10   | Saracens          | Twickenham Stoop   | 24 de septiembre | 15:00     |
| Northampton Saints | 15 - 20   | Wasps             | Franklin's Gardens | 24 de septiembre | 15:00     |
| Gloucester         | 13 - 18   | Newcastle Falcons | Kingsholm Stadium  | 24 de septiembre | 15:00     |
| Leicester Tigers   | 34 - 14   | Bath              | Welford Road       | 25 de septiembre | 15:00     |

| Jornada 5          | Jornada 5 | Jornada 5         | Jornada 5          | Jornada 5        | Jornada 5 |
| Local              | Resultado | Visitante         | Estadio            | Fecha            | Hora      |
| ------------------ | --------- | ----------------- | ------------------ | ---------------- | --------- |
| Bristol Rugby      | 0 - 39    | Saracens          | Ashton Gate        | 30 de septiembre | 19:45     |
| Northampton Saints | 20 - 19   | Exeter Chiefs     | Franklin's Gardens | 30 de septiembre | 19:45     |
| Sale Sharks        | 34 - 30   | Leicester Tigers  | AJ Bell Stadium    | 1 de octubre     | 14:30     |
| Gloucester         | 6 - 15    | Bath              | Kingsholm Stadium  | 1 de octubre     | 15:00     |
| Wasps              | 47 - 18   | Harlequins        | Ricoh Arena        | 2 de octubre     | 14:30     |
| Worcester Warriors | 11 - 9    | Newcastle Falcons | Sixways Stadium    | 2 de octubre     | 15:00     |

| Jornada 6         | Jornada 6 | Jornada 6          | Jornada 6             | Jornada 6    | Jornada 6 |
| Local             | Resultado | Visitante          | Estadio               | Fecha        | Hora      |
| ----------------- | --------- | ------------------ | --------------------- | ------------ | --------- |
| Bath              | 30 - 3    | Sale Sharks        | The Recreation Ground | 7 de octubre | 19:45     |
| Exeter Chiefs     | 27 - 27   | Gloucester         | Sandy Park            | 8 de octubre | 15:00     |
| Harlequins        | 20 - 9    | Northampton Saints | Twickenham Stoop      | 8 de octubre | 15:00     |
| Leicester Tigers  | 34 - 13   | Worcester Warriors | Welford Road          | 8 de octubre | 15:00     |
| Newcastle Falcons | 19 - 14   | Bristol Rugby      | Kingston Park         | 8 de octubre | 15:00     |
| Saracens          | 30 - 14   | Wasps              | Allianz Park          | 9 de octubre | 15:00     |

| Jornada 7          | Jornada 7 | Jornada 7          | Jornada 7          | Jornada 7     | Jornada 7 |
| Local              | Resultado | Visitante          | Estadio            | Fecha         | Hora      |
| ------------------ | --------- | ------------------ | ------------------ | ------------- | --------- |
| Northampton Saints | 23 - 20   | Gloucester         | Franklin's Gardens | 28 de octubre | 19:45     |
| Harlequins         | 36 - 14   | Worcester Warriors | Twickenham Stoop   | 29 de octubre | 15:00     |
| Saracens           | 24 - 10   | Leicester Tigers   | Allianz Park       | 29 de octubre | 15:00     |
| Wasps              | 31 - 6    | Newcastle Falcons  | Ricoh Arena        | 30 de octubre | 14:30     |
| Bristol Rugby      | 13 - 31   | Sale Sharks        | Ashton Gate        | 30 de octubre | 15:00     |
| Exeter Chiefs      | 10 - 13   | Bath               | Sandy Park         | 30 de octubre | 15:00     |

| Jornada 8          | Jornada 8 | Jornada 8          | Jornada 8             | Jornada 8       | Jornada 8 |
| Local              | Resultado | Visitante          | Estadio               | Fecha           | Hora      |
| ------------------ | --------- | ------------------ | --------------------- | --------------- | --------- |
| Worcester Warriors | 17 - 18   | Northampton Saints | Sixways Stadium       | 18 de noviembre | 19:45     |
| Bath               | 16 - 9    | Bristol Rugby      | The Recreation Ground | 18 de noviembre | 19:45     |
| Newcastle Falcons  | 19 - 32   | Exeter Chiefs      | Kingston Park         | 18 de noviembre | 20:00     |
| Gloucester         | 36 - 18   | Wasps              | Kingsholm Stadium     | 19 de noviembre | 16:30     |
| Sale Sharks        | 13 - 28   | Saracens           | AJ Bell Stadium       | 20 de noviembre | 13:00     |
| Leicester Tigers   | 25 - 6    | Harlequins         | Welford Road          | 20 de noviembre | 15:15     |

| Jornada 9          | Jornada 9 | Jornada 9          | Jornada 9          | Jornada 9       | Jornada 9 |
| Local              | Resultado | Visitante          | Estadio            | Fecha           | Hora      |
| ------------------ | --------- | ------------------ | ------------------ | --------------- | --------- |
| Northampton Saints | 16 - 22   | Newcastle Falcons  | Franklin's Gardens | 25 de noviembre | 19:45     |
| Bristol Rugby      | 16 - 21   | Leicester Tigers   | Ashton Gate        | 25 de noviembre | 19:45     |
| Exeter Chiefs      | 57 - 22   | Worcester Warriors | Sandy Park         | 26 de noviembre | 16:30     |
| Saracens           | 24 - 20   | Gloucester         | Allianz Park       | 27 de noviembre | 13:00     |
| Wasps              | 34 - 24   | Sale Sharks        | Ricoh Arena        | 27 de noviembre | 14:30     |
| Harlequins         | 21 - 20   | Bath               | Twickenham Stoop   | 27 de noviembre | 15:15     |

| Jornada 10         | Jornada 10 | Jornada 10         | Jornada 10            | Jornada 10     | Jornada 10 |
| Local              | Resultado  | Visitante          | Estadio               | Fecha          | Hora       |
| ------------------ | ---------- | ------------------ | --------------------- | -------------- | ---------- |
| Sale Sharks        | 3 - 21     | Exeter Chiefs      | AJ Bell Stadium       | 2 de diciembre | 19:45      |
| Bath               | 14 - 11    | Saracens           | The Recreation Ground | 3 de diciembre | 12:15      |
| Gloucester         | 26 - 18    | Bristol Rugby      | Kingsholm Stadium     | 3 de diciembre | 16:30      |
| Leicester Tigers   | 19 - 11    | Northampton Saints | Welford Road          | 3 de diciembre | 17:00      |
| Worcester Warriors | 12 - 26    | Wasps              | Sixways Stadium       | 4 de diciembre | 15:00      |
| Newcastle Falcons  | 38 - 32    | Harlequins         | Kingston Park         | 4 de diciembre | 15:00      |

| Jornada 11         | Jornada 11 | Jornada 11         | Jornada 11         | Jornada 11      | Jornada 11 |
| Local              | Resultado  | Visitante          | Estadio            | Fecha           | Hora       |
| ------------------ | ---------- | ------------------ | ------------------ | --------------- | ---------- |
| Northampton Saints | 24 - 5     | Sale Sharks        | Franklin's Gardens | 23 de diciembre | 19:45      |
| Saracens           | 21 - 6     | Newcastle Falcons  | Allianz Park       | 24 de diciembre | 13:30      |
| Wasps              | 40 - 26    | Bath               | Ricoh Arena        | 24 de diciembre | 14:00      |
| Exeter Chiefs      | 31 - 10    | Leicester Tigers   | Sandy Park         | 24 de diciembre | 15:00      |
| Bristol Rugby      | 28 - 20    | Worcester Warriors | Ashton Gate        | 26 de diciembre | 15:00      |
| Harlequins         | 28 - 24    | Gloucester         | Twickenham Stoop   | 27 de diciembre | 16:00      |

#### Vuelta
| Jornada 12         | Jornada 12 | Jornada 12         | Jornada 12            | Jornada 12      | Jornada 12 |
| Local              | Resultado  | Visitante          | Estadio               | Fecha           | Hora       |
| ------------------ | ---------- | ------------------ | --------------------- | --------------- | ---------- |
| Newcastle Falcons  | 30 - 34    | Wasps              | Kingston Park         | 30 de diciembre | 19:45      |
| Bath               | 11 - 17    | Exeter Chiefs      | The Recreation Ground | 31 de diciembre | 15:00      |
| Sale Sharks        | 23 - 24    | Bristol Rugby      | AJ Bell Stadium       | 1 de enero      | 14:30      |
| Gloucester         | 12 - 13    | Northampton Saints | Kingsholm Stadium     | 1 de enero      | 15:00      |
| Leicester Tigers   | 12 - 16    | Saracens           | Welford Road          | 1 de enero      | 15:00      |
| Worcester Warriors | 24 - 17    | Harlequins         | Sixways Stadium       | 1 de enero      | 15:00      |

| Jornada 13         | Jornada 13 | Jornada 13         | Jornada 13         | Jornada 13 | Jornada 13 |
| Local              | Resultado  | Visitante          | Estadio            | Fecha      | Hora       |
| ------------------ | ---------- | ------------------ | ------------------ | ---------- | ---------- |
| Newcastle Falcons  | 24 - 22    | Bath               | Kingston Park      | 6 de enero | 19:45      |
| Gloucester         | 55 - 19    | Worcester Warriors | Kingsholm Stadium  | 7 de enero | 15:00      |
| Harlequins         | 29 - 26    | Sale Sharks        | Twickenham Stoop   | 7 de enero | 15:00      |
| Northampton Saints | 32 - 26    | Bristol Rugby      | Franklin's Gardens | 7 de enero | 15:00      |
| Saracens           | 13 - 13    | Exeter Chiefs      | Allianz Park       | 7 de enero | 15:00      |
| Wasps              | 22 - 16    | Leicester Tigers   | Ricoh Arena        | 8 de enero | 15:00      |

| Jornada 14         | Jornada 14 | Jornada 14         | Jornada 14            | Jornada 14    | Jornada 14 |
| Local              | Resultado  | Visitante          | Estadio               | Fecha         | Hora       |
| ------------------ | ---------- | ------------------ | --------------------- | ------------- | ---------- |
| Bath               | 32 - 30    | Northampton Saints | The Recreation Ground | 10 de febrero | 19:45      |
| Bristol Rugby      | 8 - 42     | Harlequins         | Ashton Gate           | 10 de febrero | 19:45      |
| Sale Sharks        | 26 - 24    | Newcastle Falcons  | AJ Bell Stadium       | 10 de febrero | 20:15      |
| Leicester Tigers   | 34 - 9     | Gloucester         | Welford Road          | 11 de febrero | 15:00      |
| Worcester Warriors | 24 - 18    | Saracens           | Sixways Stadium       | 11 de febrero | 15:00      |
| Exeter Chiefs      | 35 - 35    | Wasps              | Sandy Park            | 12 de febrero | 13:00      |

| Jornada 15         | Jornada 15 | Jornada 15         | Jornada 15            | Jornada 15    | Jornada 15 |
| Local              | Resultado  | Visitante          | Estadio               | Fecha         | Hora       |
| ------------------ | ---------- | ------------------ | --------------------- | ------------- | ---------- |
| Gloucester         | 31 - 23    | Saracens           | Kingsholm Stadium     | 17 de febrero | 19:45      |
| Bath               | 22 - 12    | Harlequins         | The Recreation Ground | 18 de febrero | 15:00      |
| Leicester Tigers   | 50 - 17    | Bristol Rugby      | Welford Road          | 18 de febrero | 15:00      |
| Worcester Warriors | 32 - 48    | Exeter Chiefs      | Sixways Stadium       | 18 de febrero | 15:00      |
| Sale Sharks        | 34 - 28    | Wasps              | AJ Bell Stadium       | 19 de febrero | 15:00      |
| Newcastle Falcons  | 46 - 31    | Northampton Saints | Kingston Park         | 19 de febrero | 15:00      |

| Jornada 16         | Jornada 16 | Jornada 16         | Jornada 16         | Jornada 16    | Jornada 16 |
| Local              | Resultado  | Visitante          | Estadio            | Fecha         | Hora       |
| ------------------ | ---------- | ------------------ | ------------------ | ------------- | ---------- |
| Harlequins         | 18 - 27    | Leicester Tigers   | Twickenham Stoop   | 24 de febrero | 19:45      |
| Saracens           | 29 - 18    | Sale Sharks        | Allianz Park       | 25 de febrero | 14:45      |
| Exeter Chiefs      | 36 - 14    | Newcastle Falcons  | Sandy Park         | 25 de febrero | 15:00      |
| Northampton Saints | 24 - 14    | Worcester Warriors | Franklin's Gardens | 25 de febrero | 15:00      |
| Wasps              | 35 - 22    | Gloucester         | Ricoh Arena        | 26 de febrero | 13:00      |
| Bristol Rugby      | 12 - 11    | Bath               | Ashton Gate        | 26 de febrero | 13:00      |

| Jornada 17         | Jornada 17 | Jornada 17         | Jornada 17            | Jornada 17 | Jornada 17 |
| Local              | Resultado  | Visitante          | Estadio               | Fecha      | Hora       |
| ------------------ | ---------- | ------------------ | --------------------- | ---------- | ---------- |
| Leicester Tigers   | 15 - 34    | Exeter Chiefs      | Welford Road          | 3 de marzo | 19:45      |
| Sale Sharks        | 12 - 32    | Northampton Saints | AJ Bell Stadium       | 3 de marzo | 20:15      |
| Bath               | 3 - 24     | Wasps              | The Recreation Ground | 4 de marzo | 15:00      |
| Gloucester         | 27 - 30    | Harlequins         | Kingsholm Stadium     | 4 de marzo | 15:00      |
| Newcastle Falcons  | 27 - 35    | Saracens           | Kingston Park         | 5 de marzo | 14:00      |
| Worcester Warriors | 41 - 24    | Bristol Rugby      | Sixways Stadium       | 5 de marzo | 15:00      |

| Jornada 18         | Jornada 18 | Jornada 18         | Jornada 18         | Jornada 18  | Jornada 18 |
| Local              | Resultado  | Visitante          | Estadio            | Fecha       | Hora       |
| ------------------ | ---------- | ------------------ | ------------------ | ----------- | ---------- |
| Bristol Rugby      | 14 - 32    | Gloucester         | Ashton Gate        | 24 de marzo | 19:45      |
| Exeter Chiefs      | 30 - 25    | Sale Sharks        | Sandy Park         | 25 de marzo | 15:00      |
| Harlequins         | 53 - 17    | Newcastle Falcons  | Twickenham Stoop   | 25 de marzo | 15:00      |
| Northampton Saints | 31 - 36    | Leicester Tigers   | Franklin's Gardens | 25 de marzo | 15:00      |
| Wasps              | 40 - 33    | Worcester Warriors | Ricoh Arena        | 26 de marzo | 14:30      |
| Saracens           | 53 - 10    | Bath               | Allianz Park       | 26 de marzo | 15:00      |

| Jornada 19        | Jornada 19 | Jornada 19         | Jornada 19      | Jornada 19 | Jornada 19 |
| Local             | Resultado  | Visitante          | Estadio         | Fecha      | Hora       |
| ----------------- | ---------- | ------------------ | --------------- | ---------- | ---------- |
| Sale Sharks       | 36 - 26    | Worcester Warriors | AJ Bell Stadium | 7 de abril | 19:45      |
| Newcastle Falcons | 16 - 14    | Gloucester         | Kingston Park   | 7 de abril | 20:00      |
| Bath              | 27 - 21    | Leicester Tigers   | Twickenham      | 8 de abril | 14:00      |
| Exeter Chiefs     | 38 - 34    | Bristol Rugby      | Sandy Park      | 8 de abril | 15:00      |
| Saracens          | 40 - 19    | Harlequins         | Wembley         | 8 de abril | 16:30      |
| Wasps             | 32 - 30    | Northampton Saints | Ricoh Arena     | 9 de abril | 15:00      |

| Jornada 20         | Jornada 20 | Jornada 20        | Jornada 20        | Jornada 20  | Jornada 20 |
| Local              | Resultado  | Visitante         | Estadio           | Fecha       | Hora       |
| ------------------ | ---------- | ----------------- | ----------------- | ----------- | ---------- |
| Harlequins         | 26 - 39    | Exeter Chiefs     | Twickenham Stoop  | 14 de abril | 19:45      |
| Gloucester         | 39 - 30    | Sale Sharks       | Kingsholm Stadium | 15 de abril | 15:00      |
| Leicester Tigers   | 30 - 3     | Newcastle Falcons | Welford Road      | 15 de abril | 15:00      |
| Worcester Warriors | 25 - 19    | Bath              | Sixways Stadium   | 15 de abril | 15:00      |
| Northampton Saints | 25 - 27    | Saracens          | Stadium MK        | 16 de abril | 15:00      |
| Bristol Rugby      | 21 - 36    | Wasps             | Ashton Gate       | 16 de abril | 15:00      |

| Jornada 21        | Jornada 21 | Jornada 21         | Jornada 21            | Jornada 21  | Jornada 21 |
| Local             | Resultado  | Visitante          | Estadio               | Fecha       | Hora       |
| ----------------- | ---------- | ------------------ | --------------------- | ----------- | ---------- |
| Harlequins        | 32 - 13    | Wasps              | Twickenham Stoop      | 28 de abril | 19:45      |
| Newcastle Falcons | 16 - 14    | Worcester Warriors | Kingston Park         | 28 de abril | 20:00      |
| Exeter Chiefs     | 36 - 12    | Northampton Saints | Sandy Park            | 29 de abril | 15:00      |
| Leicester Tigers  | 41 - 18    | Sale Sharks        | Welford Road          | 29 de abril | 15:00      |
| Saracens          | 27 - 9     | Bristol Rugby      | Allianz Park          | 29 de abril | 15:00      |
| Bath              | 44 - 20    | Gloucester         | The Recreation Ground | 30 de abril | 15:00      |

| Jornada 22         | Jornada 22 | Jornada 22        | Jornada 22         | Jornada 22 | Jornada 22 |
| Local              | Resultado  | Visitante         | Estadio            | Fecha      | Hora       |
| ------------------ | ---------- | ----------------- | ------------------ | ---------- | ---------- |
| Bristol Rugby      | 27 - 39    | Newcastle Falcons | Ashton Gate        | 6 de mayo  | 16:00      |
| Gloucester         | 20 - 34    | Exeter Chiefs     | Kingsholm Stadium  | 6 de mayo  | 16:00      |
| Northampton Saints | 22 - 20    | Harlequins        | Franklin's Gardens | 6 de mayo  | 16:00      |
| Sale Sharks        | 27 - 24    | Bath              | AJ Bell Stadium    | 6 de mayo  | 16:00      |
| Wasps              | 35 - 15    | Saracens          | Ricoh Arena        | 6 de mayo  | 16:00      |
| Worcester Warriors | 23 - 28    | Leicester Tigers  | Sixways Stadium    | 6 de mayo  | 16:00      |

### Fase eliminatoria
|  | Semifinales      | Semifinales      | Semifinales   |               |       | Final | Final | Final |  |
|  |                  |                  |               |               |       |       |       |       |  |
|  |                  |                  |               |               |       |       |       |       |  |
|  | Wasps            | Wasps            | 21            |               |       |       |       |       |  |
|  | Wasps            | Wasps            | 21            |               |       |       |       |       |  |
|  | Leicester Tigers | Leicester Tigers | 20            |               |       |       |       |       |  |
|  | Leicester Tigers | Leicester Tigers | 20            |               | Wasps | Wasps | 20    |       |  |
|  |                  |                  |               |               | Wasps | Wasps | 20    |       |  |
|  |                  |                  | Exeter Chiefs | Exeter Chiefs | 23    |       |       |       |  |
|  | Exeter Chiefs    | Exeter Chiefs    | Exeter Chiefs | Exeter Chiefs | 23    | 18    |       |       |  |
|  | Exeter Chiefs    | Exeter Chiefs    |               |               |       | 18    |       |       |  |
|  | Saracens         | Saracens         | 16            |               |       |       |       |       |  |
|  | Saracens         | Saracens         | 16            |               |       |       |       |       |  |
|  |                  |                  |               |               |       |       |       |       |  |

#### Semifinales
| 20 de mayo de 2017, 14:45 UTC (UTC+0) | Exeter Chiefs | 18 – 16 | Saracens | Sandy Park, Exeter                                       |                                                          |
|                                       |               | Reporte |          | Asistencia: 12 436 espectadores Árbitro(s): Wayne Barnes | Asistencia: 12 436 espectadores Árbitro(s): Wayne Barnes |

| 20 de mayo de 2017, 17:30 UTC (UTC+0) | Wasps | 21 – 20 | Leicester Tigers | Ricoh Arena, Coventry                                      |                                                            |
|                                       |       | Reporte |                  | Asistencia: 29 051 espectadores Árbitro(s): Matthew Carley | Asistencia: 29 051 espectadores Árbitro(s): Matthew Carley |

#### Final
| 27 de mayo de 2017, 14:30 UTC (UTC+0) | Wasps | 20 – 23 (0 - 3 t. s.) | Exeter Chiefs | Estadio de Twickenham, Londres                       |                                                      |
|                                       |       | Reporte               |               | Asistencia: 79 657 espectadores Árbitro(s): JP Doyle | Asistencia: 79 657 espectadores Árbitro(s): JP Doyle |

| Bandera de Inglaterra |
| Campeón Exeter Chiefs |
| Primer título         |

## Resultados en detalle

### Cuadro de resultados
| Clubs              | BAT   | BRI   | CHI   | GLO   | QUI   | TIG   | FAL   | SAI   | SHA   | SAR   | WAS   | WAR   |
| ------------------ | ----- | ----- | ----- | ----- | ----- | ----- | ----- | ----- | ----- | ----- | ----- | ----- |
| Bath               |       | 16-9  | 11-17 | 44-20 | 22-12 | 27-21 | 58-5  | 32-30 | 30-3  | 14-11 | 3-24  | 37-22 |
| Bristol Rugby      | 12-11 |       | 17-41 | 14-32 | 8-42  | 16-21 | 27-39 | 10-32 | 13-31 | 0-39  | 21-36 | 28-20 |
| Exeter Chiefs      | 10-13 | 38-34 |       | 27-27 | 36-25 | 31-10 | 36-14 | 36-12 | 30-25 | 13-34 | 35-35 | 57-22 |
| Gloucester         | 6-15  | 26-18 | 20-34 |       | 27-30 | 31-38 | 13-18 | 12-13 | 39-30 | 31-23 | 36-18 | 55-19 |
| Harlequins         | 21-20 | 21-19 | 26-39 | 28-24 |       | 18-27 | 53-17 | 20-9  | 29-26 | 17-10 | 32-13 | 36-14 |
| Leicester Tigers   | 34-14 | 50-17 | 15-34 | 34-9  | 25-6  |       | 30-3  | 19-11 | 41-18 | 12-16 | 22-34 | 34-13 |
| Newcastle Falcons  | 24-22 | 19-14 | 19-32 | 16-14 | 38-32 | 13-14 |       | 46-31 | 19-17 | 27-35 | 30-34 | 16-14 |
| Northampton Saints | 14-18 | 32-26 | 20-19 | 23-20 | 22-20 | 31-36 | 16-22 |       | 24-5  | 25-27 | 15-20 | 24-14 |
| Sale Sharks        | 27-24 | 23-24 | 3-21  | 13-26 | 19-10 | 34-30 | 26-24 | 12-32 |       | 13-28 | 34-28 | 36-26 |
| Saracens           | 53-10 | 27-9  | 13-13 | 24-20 | 40-19 | 24-10 | 21-6  | 27-12 | 29-18 |       | 30-14 | 35-3  |
| Wasps              | 40-26 | 70-22 | 25-20 | 35-22 | 47-18 | 22-16 | 31-6  | 32-30 | 34-24 | 35-15 |       | 40-33 |
| Worcester Warriors | 25-19 | 41-24 | 32-48 | 23-23 | 24-17 | 23-28 | 11-9  | 17-18 | 34-34 | 24-18 | 12-26 |       |

|  | Victoria local |  | Empate |  | Derrota local |

### Evolución de la clasificación
| Club               | 1  | 2  | 3  | 4  | 5  | 6  | 7  | 8  | 9  | 10 | 11 | 12 | 13 | 14 | 15 | 16 | 17 | 18 | 19 | 20 | 21 | 22 |
| ------------------ | -- | -- | -- | -- | -- | -- | -- | -- | -- | -- | -- | -- | -- | -- | -- | -- | -- | -- | -- | -- | -- | -- |
| Bath               | 4  | 2  | 1  | 3  | 3  | 3  | 3  | 2  | 3  | 3  | 3  | 4  | 4  | 4  | 4  | 4  | 4  | 5  | 5  | 5  | 5  | 5  |
| Bristol Rugby      | 8  | 11 | 12 | 12 | 12 | 12 | 12 | 12 | 12 | 12 | 12 | 12 | 12 | 12 | 12 | 12 | 12 | 12 | 12 | 12 | 12 | 12 |
| Exeter Chiefs      | 11 | 12 | 7  | 5  | 6  | 5  | 7  | 5  | 5  | 5  | 4  | 3  | 3  | 3  | 3  | 2  | 2  | 2  | 2  | 2  | 2  | 2  |
| Gloucester         | 7  | 9  | 5  | 6  | 9  | 10 | 10 | 9  | 10 | 6  | 8  | 9  | 8  | 9  | 9  | 9  | 9  | 8  | 8  | 8  | 8  | 9  |
| Harlequins         | 5  | 7  | 10 | 9  | 11 | 8  | 6  | 8  | 6  | 7  | 6  | 7  | 7  | 6  | 6  | 7  | 7  | 6  | 6  | 6  | 6  | 6  |
| Leicester Tigers   | 2  | 6  | 4  | 4  | 4  | 4  | 4  | 4  | 4  | 4  | 5  | 5  | 5  | 5  | 5  | 5  | 5  | 4  | 4  | 4  | 4  | 4  |
| Newcastle Falcons  | 6  | 8  | 9  | 7  | 8  | 6  | 9  | 10 | 8  | 8  | 9  | 8  | 9  | 8  | 7  | 8  | 8  | 9  | 9  | 9  | 9  | 8  |
| Northampton Saints | 10 | 4  | 6  | 10 | 7  | 9  | 8  | 6  | 7  | 9  | 7  | 6  | 6  | 7  | 8  | 6  | 6  | 7  | 7  | 7  | 7  | 7  |
| Sale Sharks        | 9  | 5  | 8  | 8  | 5  | 7  | 5  | 7  | 9  | 10 | 10 | 10 | 10 | 10 | 10 | 10 | 10 | 10 | 10 | 10 | 10 | 10 |
| Saracens           | 1  | 1  | 2  | 2  | 2  | 1  | 1  | 1  | 1  | 1  | 1  | 2  | 2  | 2  | 2  | 3  | 3  | 3  | 3  | 3  | 3  | 3  |
| Wasps              | 3  | 3  | 3  | 1  | 1  | 2  | 2  | 3  | 2  | 2  | 2  | 1  | 1  | 1  | 1  | 1  | 1  | 1  | 1  | 1  | 1  | 1  |
| Worcester Warriors | 12 | 10 | 11 | 11 | 10 | 11 | 11 | 11 | 11 | 11 | 11 | 11 | 11 | 11 | 11 | 11 | 11 | 11 | 11 | 11 | 11 | 11 |

## Estadísticas
| Rank | Jugador         | Club               | Puntos |
| ---- | --------------- | ------------------ | ------ |
| 1    | Jimmy Gopperth  | London Wasps       | 292    |
| 2    | Stephen Myler   | Northampton Saints | 190    |
| 3    | Freddie Burns   | Leicester Tigers   | 183    |
| 3    | Gareth Steenson | Exeter Chiefs      | 183    |
| 5    | Alex Lozowski   | Saracens           | 175    |
| 6    | George Ford     | Bath Rugby         | 142    |
| 7    | Owen Williams   | Leicester Tigers   | 125    |
| 8    | Nick Evans      | Harlequins         | 115    |
| 9    | Tim Swiel       | Harlequins FC      | 103    |
| 10   | AJ MacGinty     | Sale Sharks        | 101    |

| Rank | Jugador           | Club              | Tries |
| ---- | ----------------- | ----------------- | ----- |
| 1    | Christian Wade    | London Wasps      | 17    |
| 2    | James Short       | Exeter Chiefs     | 11    |
| 3    | Semesa Rokoduguni | Bath Rugby        | 10    |
| 3    | Olly Woodburn     | Exeter Chiefs     | 10    |
| 3    | Denny Solomona    | Sale Sharks       | 10    |
| 3    | Jimmy Gopperth    | London Wasps      | 10    |
| 4    | Matt Scott        | Gloucester Rugby  | 9     |
| 4    | Charlie Sharples  | Gloucester Rugby  | 9     |
| 4    | Thomas Waldrom    | Exeter Chiefs     | 9     |
| 4    | Chris Ashton      | Saracens          | 9     |
| 4    | Vereniki Goneva   | Newcastle Falcons | 9     |